# Épontille

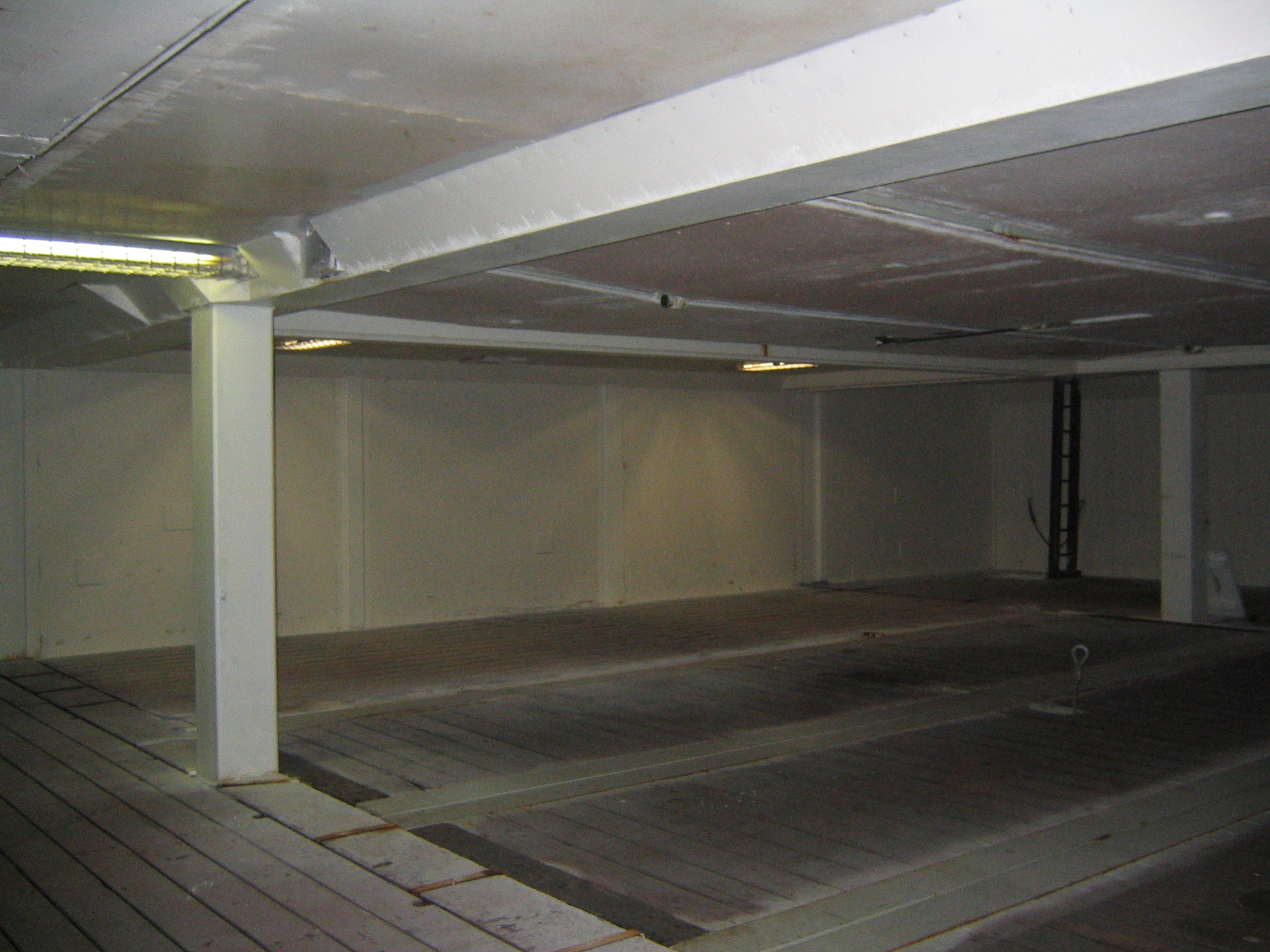
Entrepont d'un navire frigorifique, deux épontilles visibles.

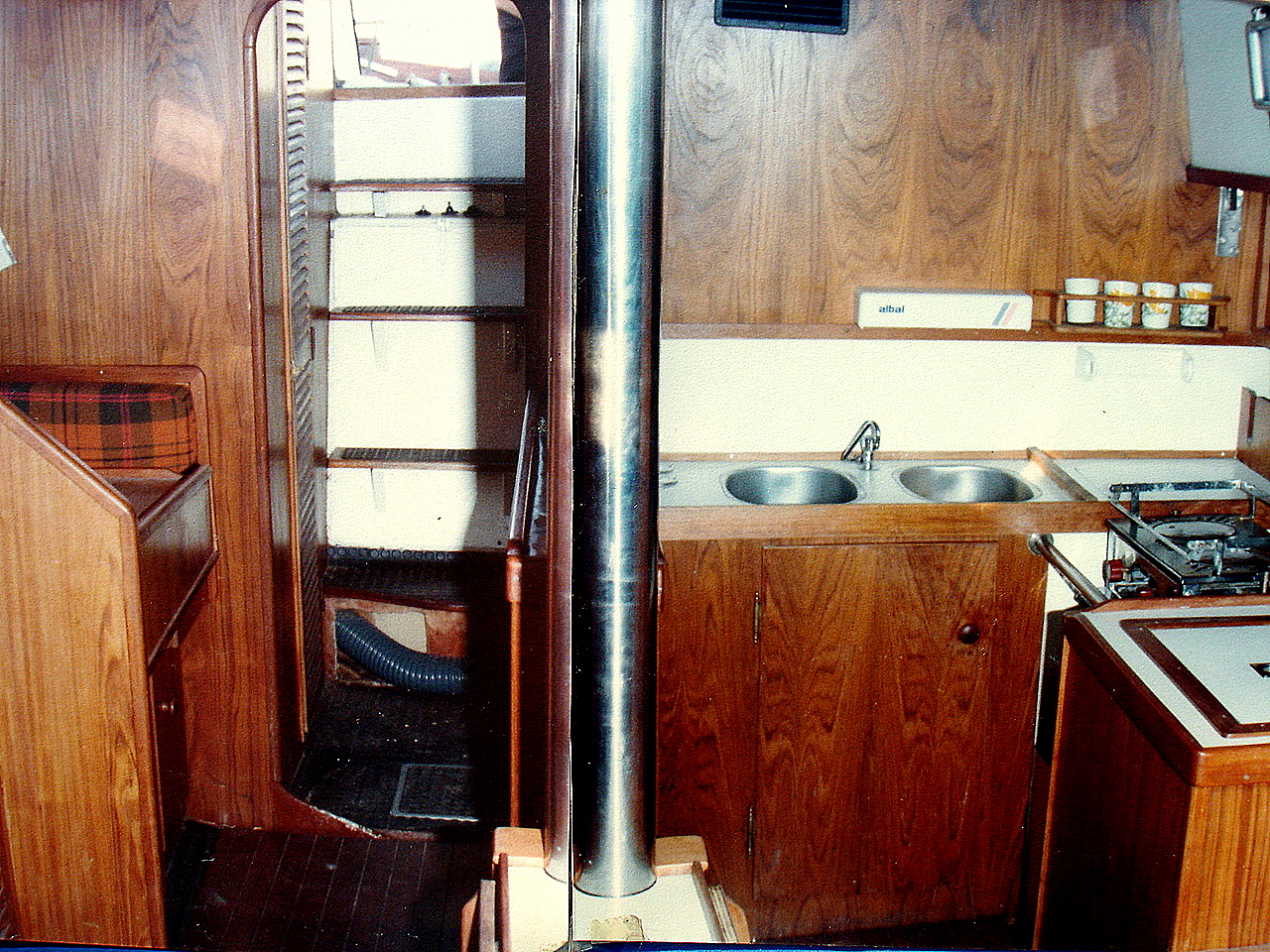
Épontille de mât sur un voilier

Une épontille est un élément de la structure d'un bateau : il s'agit d'une poutre (dans la construction en bois) ou d'un poteau généralement de forme tubulaire pour la construction métallique, placé verticalement et utilisé comme structure de soutien des ponts et des mâts pour la transmission des efforts. L'épontille prend appui sur le barrot. Le verbe « épontiller » signifie soutenir.
On trouve généralement des épontilles au-dessous de chaque coin d'hiloire de cale.